# Pont Notre-Dame
Der Pont Notre-Dame ist eine Brücke, die in Paris den großen Arm der Seine überspannt und den Quai de Gesvres auf der Rive Droite mit dem Quai de la Corse auf der Seineinsel Île de la Cité verbindet. Die Brücke gilt, wenn auch nicht in der heutigen Form, als die älteste von Paris. An ihrem Platz stand bereits seit der Antike eine Brücke, welche aber mehrmals zerstört und wieder aufgebaut wurde. Als älteste, heute noch unversehrte Brücke von Paris, gilt der Pont Neuf.

## Charakteristik
- Bauart: Bogenbrücke
- Baujahr: 1910–1914

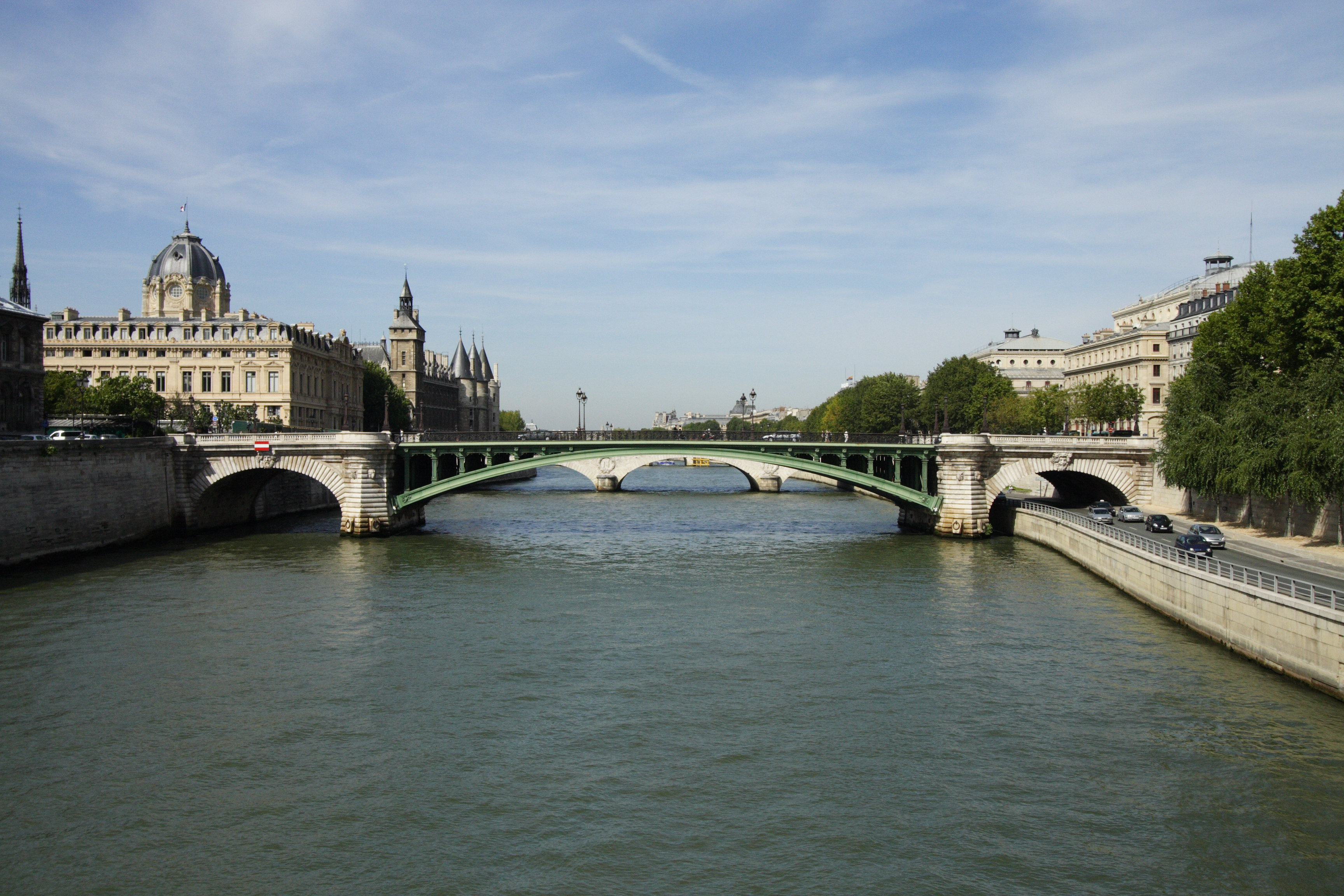
Pont Notre-Dame (2006)

- Architekten: Aron, Jean Drogue, Jean Résal, Retraint, Binet
- Länge: 105 Meter
- Bogenhöhe: 20 Meter
- Material: Stahl und Stein

## Lage
| Position der Brücke an der Seine | Position der Brücke an der Seine | Position der Brücke an der Seine |
| -------------------------------- | -------------------------------- | -------------------------------- |
| stromabwärts: Pont au Change     |                                  | stromaufwärts: Pont d’Arcole     |

Der Pont Notre-Dame befindet sich im IV. Arrondissement von Paris in der Nähe der Métrostation Pont Marie und verbindet den Quai de Gesvres mit dem Quai de la Corse.

## Geschichte
Bereits zur keltischen Zeit befand sich an der fraglichen Stelle ein Übergang aus Holz, welcher den großen Arm der Seine überspannte und die heutige Rue de la Cité mit der Rue Saint-Martin verband. Als sich Titus Labienus im Jahr 52 v. Chr. mit seinen Truppen der Stadt näherte, zerstörten die Parisii diese Brücken, um dem Gegner das Übersetzen und die Einnahme der Stadt Lutetia zu erschweren.
Die Römer bauten die Brücke in Stein wieder auf und schützten sie durch ein Kastell an der Nordseite. Sie wurde zu einem zentralen Bestandteil der Römerstraße von Soissons nach Orléans, welche einen Teil der Verkehrsachse des Cardo von Lutetia bildete. Nur wenige Meter nördlich zweigte die Rue Saint-Antoine nach Melun und in die Champagne ab.
Wie stark die römische Brücke unter den wiederholten Angriffen der Normannen und insbesondere unter der Belagerung von Paris in den Jahren 885 und 886 litt, ist nicht genau bekannt. Jedenfalls wurde sie aufgegeben und es entstand nur 150 Meter stromabwärts eine neue Brücke, die den schlichten Namen Grand-Pont erhielt und an der Stelle des heutigen Pont au Change stand. Die Cardo von Lutetia war damit unterbrochen. Die antike Brücke wurde später durch einen Steg ersetzt, welcher Pont des Planches de Milbray genannt wurde. Diese Anlegebrücke, auf der eine Mühle stand, reichte anfänglich nicht einmal mehr bis zur Seineinsel und diente den Fischern als Ponton.
1406 wurde der Pont des Planches de Milbray bei einer Überschwemmung weggespült. Darauf ließ König Karl VI. 1413 an derselben Stelle eine neue Brücke bauen, die nun zum ersten Mal den Namen Pont Notre-Dame erhielt, weil sie zur im Jahr 1345 vollendeten gotischen Kathedrale Notre Dame von Paris führte. Es handelte sich dabei um eine stabile Holzkonstruktion, die mit 65 Häusern, welche der „Dekoration und der Vermehrung der Einkünfte der Stadt“ dienen sollten, überbaut wurde. Für die Planung und Ausführung waren die Stadtwerkmeister für Maurer- und Zimmerarbeiten verantwortlich. Die Spannweite der Brücke von ca. 115 m (59 Toises) war in siebzehn Pfahlwerkreihen geteilt. Die erwähnten Häuser wurden zum ersten Mal in der Stadtbaugeschichte mit Hausnummern versehen. Am 25. Oktober 1499 stürzte die Holzbrücke ein, vermutlich weil der Unterhalt vernachlässigt worden war.

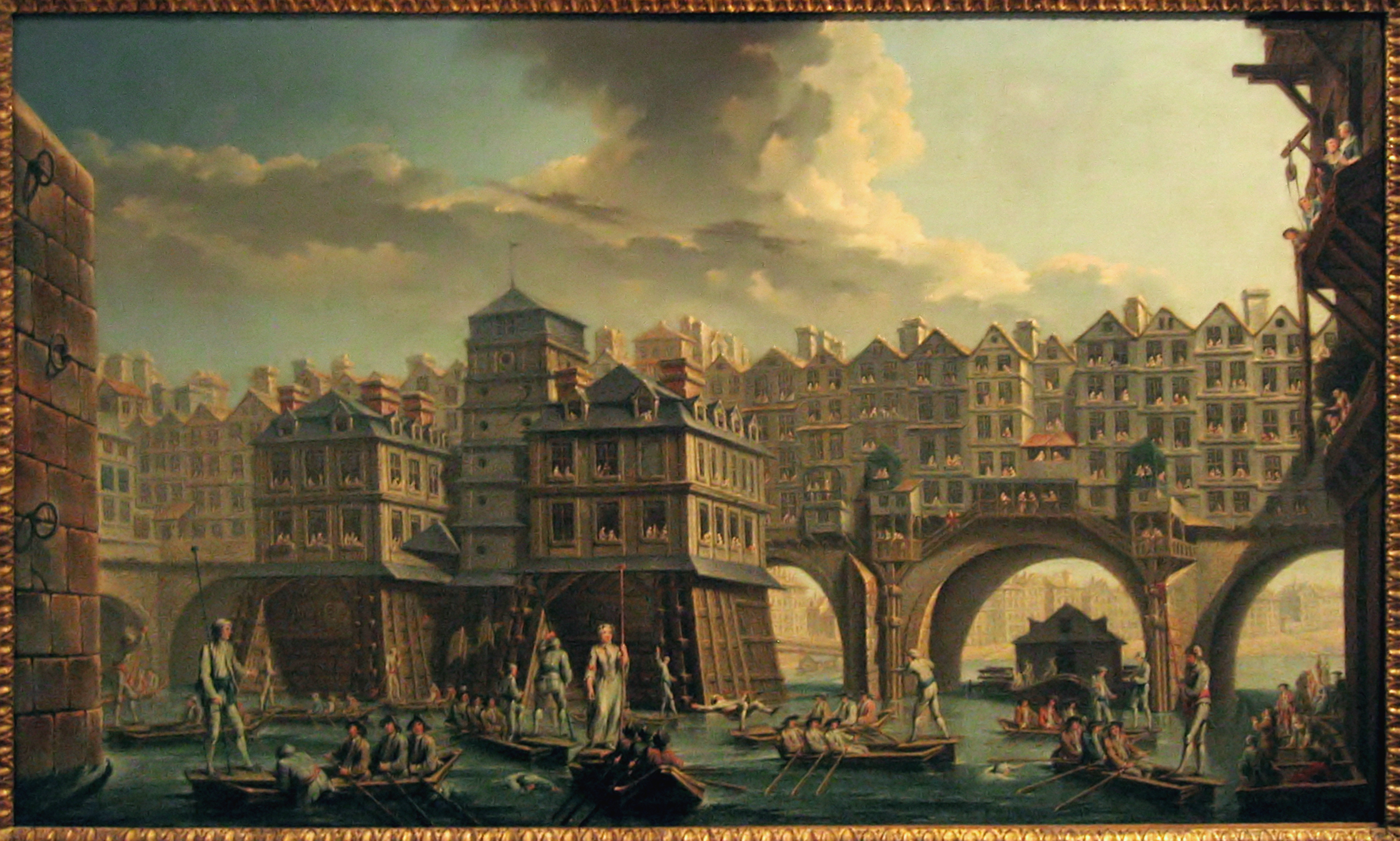
Pont Notre-Dame, Gemälde von Nicolas-Jean-Baptiste Raguenet (1756)

Der Wiederaufbau erfolgte in Stein und begann im Jahr 1500. Mit sechs markanten Bögen überspannte die vom Architekten Giovanni Giocondo entworfene und vom Stadtwerkmeister Jean de Felin erbaute Brücke den großen Arm der Seine. Im Jahr 1507 wurde die neue Brücke eingeweiht und 1512 waren auch die 68 Wohnungen und Verkaufsläden auf der Brücke bezugsbereit. Die Aufbauten, die wiederum mit Hausnummern versehen waren, entwickelten sich rasch zu einem kommerziellen Zentrum der Stadt und die symmetrische Straßenanlage diente als Vorbild für viele spätere Platzanlagen von Paris, wie z. B. die Place Royale, seit der Französischen Revolution Place des Vosges genannt, oder die Place Dauphine. 1660 wurde die Brücke renoviert und anschließend zu Ehren der Ankunft von Maria Teresa von Spanien in Paris, die nach dem Pyrenäenfrieden den französischen König Ludwig XIV. geheiratet hatte, feierlich geschmückt. Aus sanitären und baustatischen Gründen wurden die Aufbauten der Brücke 1786 abgerissen.

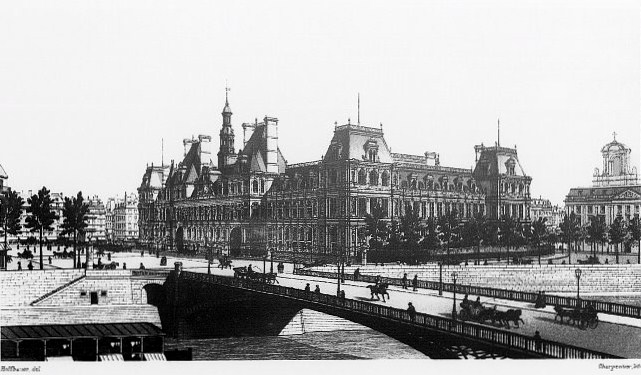
Pont Notre-Dame (1919), im Hintergrund die Place de l’Hôtel-de-Ville

1853 wurde auf den alten Fundamenten eine neue Brücke errichtet, diesmal allerdings nur mit fünf Bögen. Wegen einer Vielzahl von Schiffsunfällen, allein 35 zwischen 1891 und 1910, wurde sie im Volksmund Pont du Diable, also Teufelsbrücke, genannt. Um die Schifffahrt und den Wasserfluss zu erleichtern, wurden die drei mittleren Bögen daraufhin entfernt und die Brücke selbst durch eine Metallkonstruktion ersetzt. Dieser Bau von Jean Résal, der bereits den Pont Mirabeau und den Pont Alexandre III konzipiert hatte, wurde 1919 vom Staatspräsidenten Raymond Poincaré eingeweiht und steht in unveränderter Form noch heute.

## Kunst
- Nicolas-Jean-Baptiste Raguenet: La joute de mariniers entre le pont Notre-Dame et le Pont-au-Change. Ölgemälde, 1756.
- Charles Meryon: L’Arche du pont Notre-Dame. Radierung, 1856.